# Mikael Roth
Mikael Roth, född 8 juli 1976 i Halmstad, är en svensk före detta fotbollsspelare som under sin karriär spelade i Allsvenskan för Malmö FF och IFK Norrköping.
Roths moderklubb är Slättåkra IF. Han spelade som junior även för Sennans IF. Mellan 1993 och 1997 spelade han för IS Halmia. 1998 gick han över till allsvenska Malmö FF.
Han började i IFK Norrköping som mittback men tog under säsongen 2007 ett steg ut till vänsterkanten. Han utsågs 2005 till klubbens lagkapten, som han var fram till Mikael Blombergs återkomst 2007. 2005 var han på väg till Östers IF som just tagit steget upp i allsvenskan men valde till slut att stanna kvar i Norrköping, något som gjorde Roth än mer populär bland supportrarna. Han skrev under säsongen 2007 på ett nytt kontrakt som sträckte sig till 2009. 
2010 skrev Roth på för Malmöklubben FC Rosengård. Till säsongen 2012 värvades Roth av Höörs IS.